# Uścięcin
Uścięcin (prononciation : [uɕˈt͡ɕent͡ɕin]) est une localité polonaise de la gmina de Strzałkowo dans le powiat de Słupca de la voïvodie de Grande-Pologne dans le centre-ouest de la Pologne.
Elle se situe à environ 7 kilomètres au sud-ouest de Strzałkowo (siège de la gmina), à 10 kilomètres à l'ouest de Słupca (siège du powiat) et à 58 kilomètres à l'est de Poznań (capitale régionale).

## Histoire
De 1975 à 1998, la localité faisait partie du territoire de la voïvodie de Konin.

Depuis 1999, Uścięcin est située dans la voïvodie de Grande-Pologne.